# Mariage homosexuel au Canada
Pour un article plus général, voir Mariage homosexuel.

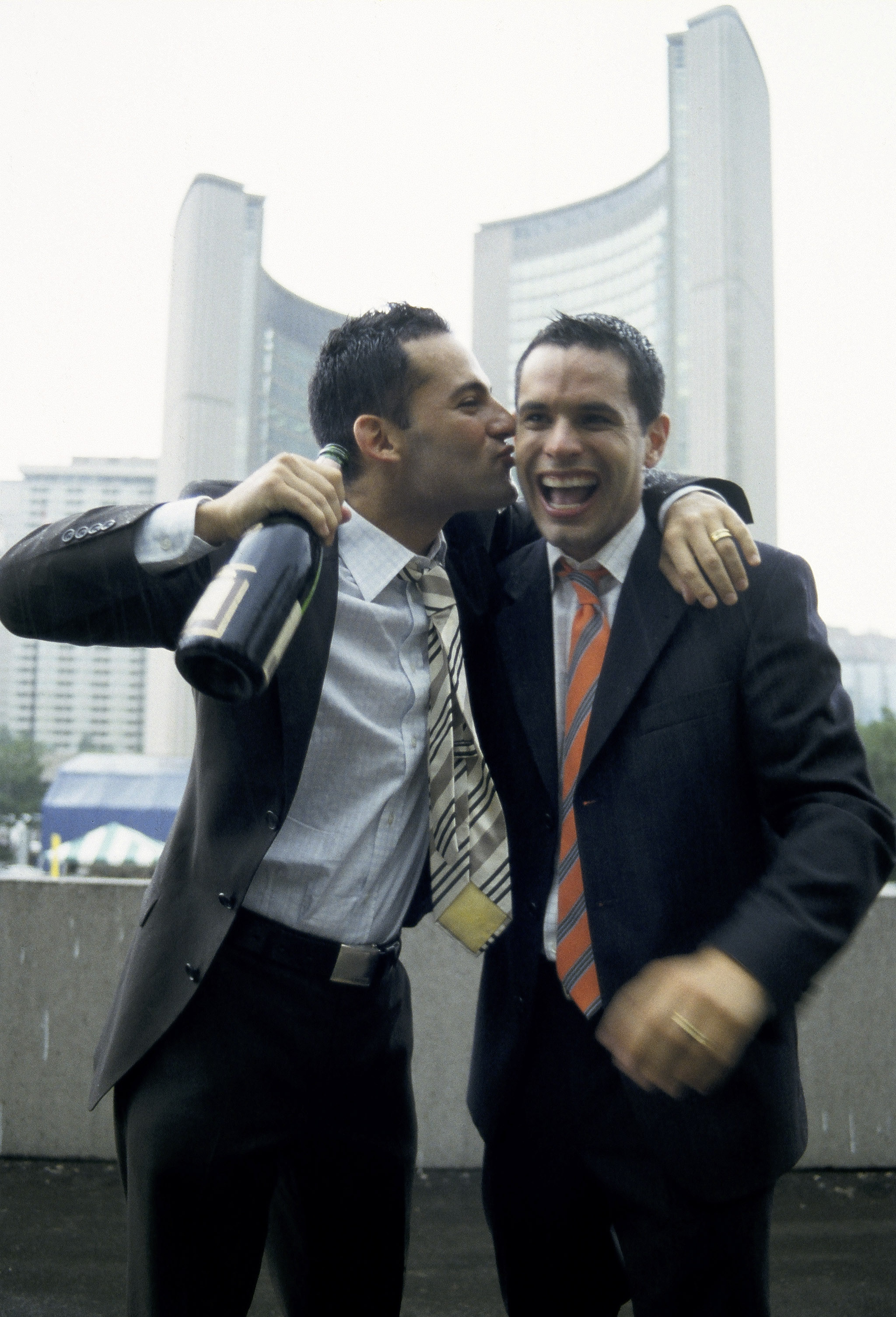
Un couple célébrant son mariage à Toronto en 2003.

Le mariage entre conjoints de même sexe est légal partout au Canada depuis l'adoption de la Loi sur le mariage civil le 20 juillet 2005.
Toutefois, au moment de l'adoption de la loi, des décisions des tribunaux avaient déjà rendu le mariage entre conjoints de même sexe légal dans neuf des treize provinces et territoires canadiens à partir de 2003.

## Chronologie
Les mariages entre conjoints de même sexe ont été légalement reconnus dans les différents provinces et territoires aux dates suivantes :
- 10 juin 2003 :  Ontario
- 8 juillet 2003 :  Colombie-Britannique
- 19 mars 2004 :  Québec (L'union civile est introduite au Code civil à partir de juin 2002)
- 14 juillet 2004 :  Yukon
- 16 septembre 2004 :  Manitoba
- 24 septembre 2004 :  Nouvelle-Écosse
- 5 novembre 2004 :  Saskatchewan
- 5 novembre 2004 :  Terre-Neuve-et-Labrador
- 23 juin 2005 :  Nouveau-Brunswick
- 20 juillet 2005 (Loi sur le mariage civil) :  Alberta,  Île-du-Prince-Édouard,  Nunavut,  Territoires du Nord-Ouest

## Histoire

### Discussions au Parlement de 1995 à 2003
Le 18 septembre 1995, la Chambre des communes rejette à 124 voix contre 52 une motion demandant la reconnaissance des conjoints de même sexe présentée par le député ouvertement homosexuel Réal Ménard.
Le 8 juin 1999, la Chambre des communes adopte avec le soutien du gouvernement libéral une motion à 216 contre 55 afin de « confirmer que le mariage est et doit demeurer exclusivement l’union d’un homme et d’une femme, et que le Parlement prendra toutes les mesures voulues dans les limites de sa compétence pour préserver au Canada cette définition du mariage ». En 2000, il est inséré un clause dans la Loi sur la modernisation de certains régimes d’avantages et d’obligations réaffirmant le mariage comme « union légitime d’un homme et d’une femme à l’exclusion de toute autre personne. »
Entre 2002 et 2003, le député NPD Svend Robinson dépose plusieurs projets de loi sur la question,.

### Premières décisions judiciaires
En 1999, la Cour suprême du Canada rend son jugement M. c. H. qui fait en sorte que les couples de même sexe soient reconnus des unions de fait avec les bénéfices associés à ce type d'union. Toutefois cette décision ne leur donne pas le droit au mariage.
Le 14 janvier 2001, le pasteur Brent Hawkes célèbre un mariage entre deux époux de même sexe en utilisant une procédure de common law en vigueur en Ontario (la publication des bans) qui le dispense d'obtenir une licence préalable. Lorsque l'administration refuse d'enregistrer ce mariage, une procédure judiciaire est lancée. Dans d'autres provinces, des procédures cherchent à obtenir le droit de célébrer des mariages.
En 2002 et 2003, les cours supérieures de l'Ontario, du Québec et de la Colombie-Britannique jugent que la restriction du mariage aux conjoint de sexes différents est discriminatoire et contraire à l'article sur l'égalité de la Charte canadienne des droits et libertés : 
- Halpern c. Canada (Procureur général) de la Cour supérieure de l'Ontario le 12 juillet 2002[7] ;
- Hendricks c. Québec (Procureur général) de la Cour supérieure du Québec le 6 septembre 2002[8] ;
- Barbeau c. Colombie-Britannique (Procureur général) de la Cour d'appel de la Colombie-Britannique le 1er mai 2003[9].

Dans chacun des cas, la cour suspend l'effet de la déclaration d'inconstitutionnalité de la loi pendant deux ans afin de laisser au gouvernement fédéral — la définition du mariage étant une compétence fédérale en vertu de la Constitution — le temps d'effectuer les changements législatifs.

## Le Québec

### Histoire
À son origine, le mariage au Québec est un contrat socioéconomique entre deux personnes. Il est directement relié à la religion catholique. Il a pour but la création d'une famille (reproduction), la transmission du patrimoine culturel, économique et spirituel. Il était aussi une façon de modifier son statut social. C'est pourquoi, au début des années 2000, le gouvernement canadien réaffirme que le mariage est « l'union légitime d’un homme et d’une femme à l’exclusion de toute autre personne. » Â la suite de nombreuses discriminations endurées (violence verbale, physique,économique) luttes mené par le mouvement LGBT du Québec. Ces pressions forcent le gouvernement québécois à agir rapidement. 
Il s’est écoulé exactement six mois entre le dépôt de l’avant-projet de loi sur l’union civile, le 7 décembre 2001, et l’adoption du projet de loi 84, le 7 juin 2002.
En 2024, le mariage homosexuel est toujours renié par l’Église catholique (majoritaire au Québec). Les prêtres catholiques refusent de marier des couples homosexuels dans leur établissement.

#### La loi 84 et l'union civile
La loi 84 institue l’union civile en établissant de nouvelles règles de filiation. Elle modifie le code civil québécois. 
Elle attribue aux homosexuels les mêmes droits et les mêmes obligations qu'aux personnes hétérosexuelles mariées. Ils obtiennent le droit à la mise en commun d’un patrimoine, l’aide financière aux études, au consentement aux soins et la désignation de police d’assurance. En cas de rupture, ils ont l’obligation de partager le patrimoine, de respecter la pension compensatoire et d’accorder une pension alimentaire au conjoint et aux enfants. En cas de décès, ils ont droit à l’héritage sans testament, la vocation successorale et le droit au logement.

La loi a pour effet de faciliter la parentalité dans le couple homosexuel. Dans le couple lesbien, si la mère porteuse et la mère non porteuse font partie d’une union civile avant la naissance de l’enfant, toutes deux sont considérées comme mère de l’enfant. Lorsque les mères ne sont pas en union civile, la mère porteuse est considérée comme mère monoparentale de l’enfant. Si le couple s’engage dans une union civile, la mère non porteuse peut entreprendre des démarches pour obtenir le statut de parentalité (adoption) avant que l’enfant ait trois ans. Les règles sont les mêmes dans le cas d’une adoption. Si les parents ne sont pas engagés, le parent qui n’est pas sur le contrat d’adoption a trois ans pour s’engager et adopter l’enfant.

### Légalisation du mariage par les tribunaux
Les couples parties au cas Halpern c. Canada font appel du jugement de la Cour supérieure de l'Ontario en demandant que la décision prenne effet immédiatement et non pas après un délai. Le 10 juin 2003, la Cour d'appel de l'Ontario confirme l'invalidité de la loi en vigueur sur le mariage en vertu de la Charte canadienne des droits et libertés mais la Cour décide cette fois que sa décision est d'application immédiate. Dans le même jugement, la Cour reconnait que le mariage célébré en 2001 par publication des bans était valide.
L'Ontario devient alors la première juridiction d'Amérique du Nord à reconnaitre le mariage entre conjoints de même sexe. Le premier couple de même sexe à se marier après la décision est Michael Leshner et Michael Stark. La ville de Toronto annonce que le greffier de la ville va commencer à délivrer des licences de mariage aux couples de même sexe et, le lendemain, le procureur général de l'Ontario annonce que le gouvernement appliquera la décision.
Le 8 juillet 2003, la Cour d'appel de la Colombie-Britannique rend un jugement similaire dans 'Barbeau c. Colombie-Britannique, suivie par la Cour d'appel du Québec le 19 mars 2004.
Le 14 juin 2004, dans Dunbar & Edge c. Yukon & Canada, la Cour suprême territoriale du Yukon s'appuie sur les jugements précédents des cours provinciales pour autoriser immédiatement des mariages entre conjoints de même sexe. Cette décision est renforcée par le fait que le procureur général du Yukon refuse de faire appel.
Le 16 août 2004, Irwin Cotler, le ministre fédéral de la Justice, annonce que le gouvernement fédéral ne s'opposerait plus aux procédures judiciaires pour faire reconnaitre le mariage entre conjoints de même sexe.
Plusieurs tribunaux provinciaux reconnaissent par la suite l'invalidité de la restriction aux couples hétérosexuels de la loi sur le mariage :
- la Cour du banc de la reine du Manitoba le 16 septembre 2004 ;
- la Cour suprême de Nouvelle-Écosse le 24 septembre 2004 ;
- la Cour du banc de la reine de Saskatchewan le 5 novembre 2004 ;
- à Terre-Neuve-et-Labrador le 21 décembre 2004 ;
- au Nouveau-Brunswick en juin 2005.

### Loi sur le mariage civil de 2005

Situation dans les provinces et territoires avant l'adoption de la loi fédérale :
Mariage entre conjoints de même sexe autorisé
Mariage entre conjoints de même sexe non autorisé

En 2003, le comité permanent de la justice et des droits de la personne de la Chambre des communes procède à une étude formelle du mariage entre conjoints du même sexe par le biais d'une série d'audiences publiques à travers le pays. À la suite de la décision de la Cour d'appel de l'Ontario, le comité recommande au gouvernement de ne pas porter cette décision en appel.
Le 17 juillet 2003, le Premier ministre Jean Chrétien renvoie à la Cour suprême un projet de loi préliminaire autorisant le mariage entre personnes de même sexe et posant plusieurs questions à la Cour sur le pouvoir du Parlement d'adopter une telle loi, sur la conformité à la Charte canadienne des droits et libertés du mariage entre personnes de même sexe et sur le droit constitutionnel des organisations religieuses à refuser de célébrer de tels mariages.
En septembre 2003, l'Alliance canadienne dépose à la Chambre des communes une motion afin de réaffirmer le mariage comme étant exclusivement l'union d'un homme et d'une femme. Toutefois, contrairement à la précédente motion de 1999, le Premier ministre Jean Chrétien ainsi que Paul Martin et d'autres libéraux s'y opposent et le texte est défait à 137 voix contre 132.
En janvier 2004, le gouvernement fédéral pose une quatrième question à la Cour suprême pour savoir si la définition en vigueur du mariage (entre personnes de sexes différents) est conforme à la Charte.
Les 6 octobre et 7 octobre 2004, la Cour suprême entend les arguments relatifs aux questions posées par le gouvernement et elle rend son avis le 9 décembre. Elle conclut que le Parlement dispose de la compétence d'autoriser le mariage entre conjoints de même sexe et qu'un tel mariage est conforme à la Charte, mais également que la Charte protège les autorités religieuses contre la volonté de l'État qui voudrait leur imposer de célébrer un mariage entre personnes de même sexe. La Cour refuse de répondre à la quatrième question et note que le gouvernement a de toute façon l'intention de déposer un projet de loi sur la question, indépendamment de l'avis de la Cour.
Le projet de loi C-38 concernant certaines conditions de fond du mariage civil est déposé à la Chambre des communes le 1er février 2005. Les ministres du gouvernement libéral de Paul Martin sont tenus de soutenir le projet et Joe Comuzzi démissionne de son poste de ministre d'État afin de voter contre. Les autres députés libéraux sont libres de voter selon leur conscience. Le Parti conservateur et le Bloc québécois laissent également leurs députés libres au moment du vote alors que le NPD fait jouer la discipline de parti en faveur du texte. Le texte est approuvé en deuxième lecture le 4 mai par 164 voix contre 137 et en troisième lecture le 28 juin par 158 voix contre 133.
Le Sénat adopte la loi le 19 juillet 2005 par 47 voix contre 21 et elle reçoit la sanction royale le 20 juillet 2005.

### 39elégislature
En 2006, le Parti conservateur remporte un gouvernement minoritaire et une des promesses du nouveau Premier ministre Stephen Harper est la tenue d'un vote libre sur la question de rouvrir le débat autour du mariage entre conjoints du même sexe.
Une motion demandant au gouvernement de restaurer la définition traditionnelle du mariage est déposée puis défaite à la Chambre des communes par 175 voix contre 123. Les partis conservateur et libéral ont laissé leurs députés libres de leur vote mais le NPD et le Bloc québécois se sont prononcés contre la motion. Stephen Harper déclare après le vote ne pas souhaiter rouvrir ce débat à l'avenir. Dix ans plus tard, le 28 mai 2016, le congrès du Parti conservateur vote en faveur de l'abandon de son opposition au mariage entre conjoints de même sexe.

## Droits des couples de même sexe

### Autres formes d'union
Les couples de même sexe peuvent être reconnus comme unions de fait depuis un jugement de la Cour suprême de 1999.
La province de Québec autorise des unions civiles et celle de Nouvelle-Écosse des partenariats enregistrés pour les couples de même sexe ou de sexes différents.

### Adoption
La possibilité pour un couple de même sexe d'adopter des enfants a été légalisée par la plupart des provinces avant le mariage : en 1996 en Colombie-Britannique, en 1999 en Ontario, en 2001 en Saskatchewan et en Nouvelle-Écosse, en 2002 à Terre-Neuve-et-Labrador, au Québec, au Manitoba et dans les Territoires du Nord-Ouest, en 2003 au Yukon,.
En Alberta, l'adoption par un couple de l'enfant d'un des deux conjoints a été légalisée en 1999 et l'adoption conjointe en 2007,. Le Nouveau-Brunswick a légalisé l'adoption conjointe en 2008,, l'Île-du-Prince-Édouard en 2009, et le Nunavut en 2011,.

### Immigration
Après l'adoption de la Loi sur le mariage civil, Citoyenneté et immigration Canada a adopté une position provisoire qui ne reconnaissait pas les mariages entre personnes de même sexe célébrés à l'étranger. Cette politique a été modifiée en 2007 et un individu peut désormais parrainer son conjoint de même pour l'immigration « à condition que le mariage soit légalement reconnu à la fois par la législation en vigueur là où la cérémonie du mariage a eu lieu et en vertu du droit canadien ».

## Opinion publique
Un sondage de 2012 par Forum Research indique que 66,4 % des répondants approuvent la légalisation du mariage entre conjoints du même sexe et 33,6 % s'y opposent. L'approbation est la plus forte au Québec (72 %) et en Colombie-Britannique (70,2 %) et la plus basse en Alberta (45,6 %).
Un sondage Ipsos de mai 2013 indique un soutien au mariage entre conjoints du même sexe de 63 % au Canada.
Juste après la légalisation du mariage homosexuel aux États-Unis en juin 2015, un sondage de Forum Research indique un soutien au mariage entre conjoints du même sexe de 70 % au Canada et un rejet de 22 %.